# Praia de Furnas
A Praia de Furnas é uma das praias do continente de Florianópolis, localizada no bairro do Abraão.  Ela se encontra atualmente poluída e imprópria para banho, sendo utilizada apenas para atividades em terra. É uma das praias menos lembradas da cidade. 
Antigamente a Praia de Furnas se estendia até o Rio Araújo e era utilizada como uma abra, sendo essa a origem do nome do bairro (uma grande abra), mas com o tempo foi perdendo essa função. Posteriormente, foi aberto o despejo de esgoto na praia, poluindo a praia até hoje. 

Em frente à praia, com cerca de 200 m de distância, se localiza a Ilha das Conchas. 